# Emma Anzai
Emma Anzai (30 de abril de 1981) é uma musicista, cantora e compositora singapurense. É mais conhecida como atual baixista e vocalista das bandas de metal alternativo Sick Puppies e Evanescence.

## Carreira
Anzai nasceu em Singapura ano de 1981, porém morou por alguns anos durante a sua infância em Tóquio, Japão, antes de sua família se realocar para Sydney, Austrália. Foi na capital australiana que ela conheceu os músicos Shimon Moore e Chris Mileski durante o ensino médio em 1997, formando com eles a banda Sick Puppies.
Após o lançamento do álbum de estreia do grupo, Welcome to the Real World (2001), eles decidiram se mudar para Los Angeles, Estados Unidos, afim de produzirem um som mais avançado. Desde então, a banda já lançou seis álbuns de estúdio e realizou diversas turnês internacionais.
Em 23 de maio de 2022, Anzai foi anunciada como nova baixista da banda americana de metal alternativo Evanescence, substituindo Tim McCord, que mudou de sua posição de baixista para guitarrista no lugar da recém-saída Jen Majura. Sua estreia ao vivo com a banda ocorreu em 5 de junho do mesmo ano em Atenas, Grécia, como parte da The Bitter Truth Tour.

## Discografia

### Sick Puppies
- Welcome to the Real World (2001)
- Dressed Up as Life (2007)
- Tri-Polar (2009)
- Connect (2013)
- Fury (2016)
- Wave the Bull (2025)

### Participações
| Ano  | Artista                         | Álbum             | Faixa                                        |
| ---- | ------------------------------- | ----------------- | -------------------------------------------- |
| 2015 | Bue Stahli                      | The Devil         | "Not Over Til We Say So"                     |
| 2016 | Bue Stahli                      | The Devil Remixes | "Not Over Til We Say So (Rabbit Junk Remix)" |
| 2018 | Cash Savage and the Last Drinks | Good Citizens     | (Múltiplas faixas)                           |